# Corinne Jorry
Corinne Jorry (* 23. April 1943 in Proyes) ist eine französische Kostümbildnerin.

## Leben
Corinne Jorrys Laufbahn beim Film begann 1974 mit Louis Malles während des Zweiten Weltkriegs spielenden Filmdrama Lacombe, Lucien. Es folgten weitere Filmdramen wie Das alte Gewehr (1975) mit Philippe Noiret und Romy Schneider in den Hauptrollen, für die Jorry die Kostüme entwarf, aber auch Filmkomödien wie Claude Zidis Inspektor Loulou – Die Knallschote vom Dienst (1980) und Costa-Gavras Ehrbare Ganoven (1986).
Für Alain Corneaus in der Sahara spielenden Kriegsfilm Fort Saganne mit Gérard Depardieu und Catherine Deneuve erhielt Jorry ihre erste Nominierung für den César in der Kategorie Beste Kostüme, den sie 1992 für Corneaus Historienfilm Die siebente Saite gewinnen konnte. Für Claude Chabrols Literaturverfilmung Madame Bovary mit Isabelle Huppert in der Titelrolle war Jorry im selben Jahr für den Oscar nominiert. Mit Chabrol und Huppert arbeitete Jorry mehrfach zusammen, so auch bei Das Leben ist ein Spiel (1997).

## Filmografie (Auswahl)
- 1974: Lacombe, Lucien (Lacombe Lucien)
- 1975: Der Chauffeur von Madame (Les bijoux de famille)
- 1975: Das alte Gewehr (Le vieux fusil)
- 1975: Emmanuelle 2 – Garten der Liebe (Emmanuelle: L’antivierge)
- 1977: Die wilden Mahlzeiten (René la canne)
- 1978: Lautlose Angst (L’état sauvage)
- 1979: Damit ist die Sache für mich erledigt (Coup de tête)
- 1979: Die Aussteigerin (La dérobade)
- 1980: Der ungeratene Sohn (Un mauvais fils)
- 1980: Inspektor Loulou – Die Knallschote vom Dienst (Inspecteur la Bavure)
- 1982: Entscheidung am Kap Horn (Les quarantièmes rugissants)
- 1983: Der Schrei nach Leben (Au nom de tous les miens)
- 1983: Zwei irre Spaßvögel (Les compères)
- 1984: Fort Saganne
- 1985: Gezeichnet: Charlotte (Signé Charlotte)
- 1985: Mörderischer Engel (On ne meurt que 2 fois)
- 1985: Der Mann mit dem stahlharten Blick (L’homme aux yeux d’argent)
- 1986: Ehrbare Ganoven (Conseil de famille)
- 1986: Mord an einem regnerischen Sonntag (Mort un dimanche de pluie)
- 1986: Die Frau meines Lebens (La femme de ma vie)
- 1987: Auf Wiedersehen, Kinder (Au revoir les enfants)
- 1988: Eine Frauensache (Une affaire de femmes)
- 1988: Der Bär (L’ours)
- 1991: Madame Bovary
- 1991: Die siebente Saite (Tous les matins du monde)
- 1992: Ein Herz im Winter (Un cœur en hiver)
- 1994: Die Hölle (L’enfer)
- 1994: Drei Farben: Rot (Trois couleurs: Rouge)
- 1995: Biester (La cérémonie)
- 1996: Typisch Familie! (Un air de famille)
- 1997: Das Leben ist ein Spiel (Rien ne va plus)
- 1997: Le Cousin – Gefährliches Wissen (Le cousin)
- 1998: Schule des Begehrens (L’école de la chair)
- 1999: Die Farbe der Lüge (Au cœur du mensonge)
- 2003: Liebe auf Französisch (7 ans de mariage)
- 2006: Odette Toulemonde
- 2007: Le deuxième souffle
- 2009: L’affaire Farewell
- 2011: Ein griechischer Sommer (Nicostratos le pélican)

## Auszeichnungen
- 1985: Nominierung für den César in der Kategorie Beste Kostüme zusammen mit Rosine Delamare für Fort Saganne
- 1988: Nominierung für den César in der Kategorie Beste Kostüme für Auf Wiedersehen, Kinder
- 1992: César in der Kategorie Beste Kostüme für Die siebente Saite
- 1992: Nominierung für den Oscar in der Kategorie Bestes Kostümdesign für Madame Bovary
- 2008: Nominierung für den César in der Kategorie Beste Kostüme für Le deuxième souffle